# Pontonbruggen van Xerxes

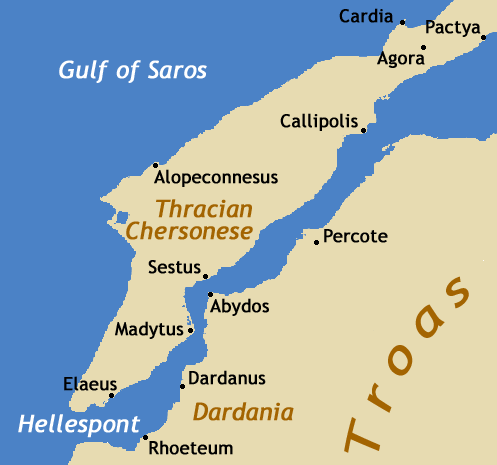
Hellespont

De Pontonbruggen van Xerxes werden in 480 v.Chr. gebouwd, op bevel van Xerxes I, ten tijde van de Tweede Perzische Oorlog. De bruggen werden gebouwd, zodat Xerxes' leger de Hellespont vanuit Azië naar Thracië kon oversteken.
De bruggen werden door de Griekse historicus Herodotus beschreven in zijn Historiën. Er is echter weinig ander bewijs voor dit verhaal. Tegenwoordig wordt door historici aangenomen dat de bruggen wel bestaan hebben, maar details uit de Historiën worden in twijfel getrokken.

## De bruggen in de Historiën

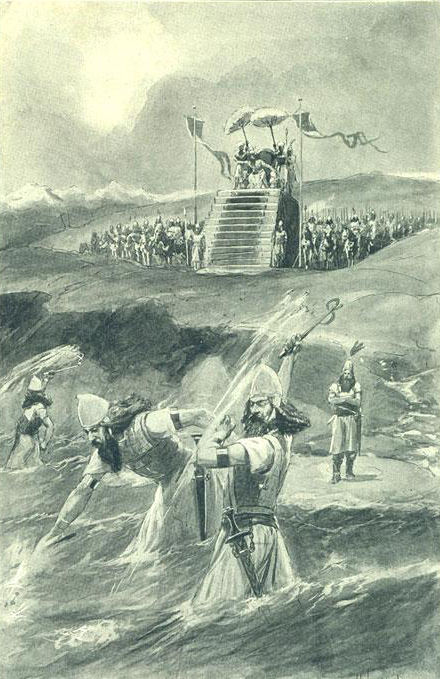
De Hellespont wordt gegeseld.

Volgens Herodotus was de Tweede Perzische Oorlog zorgvuldig voorbereid door Xerxes, de zoon van Darius I. Zo werd er een kanaal gegraven door het schiereiland Athos. Daarnaast werden oorlogsschepen gereed gemaakt en bouwmaterialen voor de bruggen, zoals touwen van vlas en papyrus, werden voorbereid.
Terwijl Xerxes met zijn gigantische leger vanuit Sardis naar Abydos marcheerde, werden er twee bruggen vanuit Abydos naar de overkant van de Hellespont, vlak bij Sestos, gebouwd. De bruggen waren zeven stadia (ruim 1.300 meter) lang. Voordat het leger Abydos bereikte, werden de bruggen door een storm verwoest. Xerxes werd woedend en liet de opzichters van de bruggen onthoofden. Hij beval boeien in de Hellespont te gooien en het water te brandmerken. Zijn soldaten moesten het water driehonderd zweepslagen geven, terwijl ze het vervloekten.
Er werden twee nieuwe bruggen gemaakt door respectievelijk 314 en 360 schepen aan elkaar te binden. Om de schepen op hun plek te houden, werden zowel aan de voor- als achterzijde ankers uitgeworpen. Touwen liepen van kust tot kust en hielden zo de schepen bij elkaar. Er waren drie openingen om kleine schepen te kunnen laten passeren.
Er werden houten planken op de touwen gelegd. Met behulp van takken en aarde werd een onverharde weg gevormd. Aan beide zijdes van de weg werden schermen geplaatst, zodat paarden en andere dieren niet zouden schrikken van de zee.
De oversteek duurde zeven dagen en nachten. Het leger gebruikte de noordelijke brug, de dieren en slaven de zuidelijke.
De bruggen werden na de oversteek achtergelaten. Toen een deel van het Perzische leger zich later terugtrok, werden enkel resten van de bruggen teruggevonden. Ze waren opnieuw verwoest door een storm.